# Dán István
Dán István (Vajdaszentivány, 1892. július 15. – ?) magyar újságíró, szerkesztő.

## Életpályája
Mint tizenkét gyermekes szegényparaszt család fia asztalosinasként került Marosvásárhelyre, ahol 1911-ben a Szociáldemokrata Ifjúmunkás Szervezet tagja lett. Az orosz hadifogságban kapcsolatba került a bolsevikokkal, az omszki Nemzetközi Brigád politikai komisszárja s a Világforradalom című magyar nyelvű hadifogolyújság egyik szerkesztője.
1919 őszétől Moszkvában a hadifogoly-internacionalisták pártszervezetében a magyar szekció titkára. 1921-ben bekapcsolódott a romániai kommunista mozgalomba. A Famunkások Országos Szövetségének titkára (1922–30), a Famunkás című szakszervezeti lap publicistája. Az 1928-as "monstre-per"-ben vád alá helyezték és elítélték. A Városi és Falusi Dolgozók Blokkja listáján négy társával (köztük Lucrețiu Pătrășcanu kommunista ügyvéddel) bekerült a bukaresti parlamentbe, de mandátumát megsemmisítették. 1932-ben a Dolgozók Naptára kiadásáért és cikkeiért tartóztatták le s ítélték el; ebben a naptárban elsőnek közölt elbeszélést Nagy István tollából. Az antifasiszta ellenállás részese. 1944 után a közigazgatásban és iparban töltött be vezető szerepet. Írásai napilapokban és folyóiratokban jelentek meg. Leninnel való találkozásáról a Korunkban számolt be (1970/3).